# Жарылгапов, Октябрь Кадырбаевич
Октябрь Кадырбаевич Жарылгапов (25 октября 1931, Янгиюль — 11 мая 1969, Алма-Ата) — советский спортсмен и тренер, мастер спорта по волейболу (1960), заслуженный тренер КазССР (1962) и заслуженный тренер СССР (1965).

## Биография
Родился 25 октября 1931 года в городе Янгиюль Ташкентской области УзССР.
Играл в составе сборной команды Казахстана (1955—58), в алматинской команде «Буревестник» (чемпион республики в 1954—57).
С 1955 по 1962 год был старшим тренером мужской сборной команды Казахстана. Его воспитанники (В. Кравченко, Ж. Саурамбаев, О. Антропов и др.) — чемпионы и призёры первенств СССР, Европы, мира и Олимпийских игр.
Умер 11 мая 1969 года в городе Алма-Ата, похоронен на Центральном кладбище города.